# Liste von Sakralbauten im Rhein-Kreis Neuss
Die Liste von Sakralbauten im Rhein-Kreis Neuss ist aufgeteilt in:
- Liste von Sakralbauten in Dormagen
- Liste von Sakralbauten in Grevenbroich
- Liste von Sakralbauten in Jüchen
- Liste von Sakralbauten in Kaarst
- Liste von Sakralbauten in Korschenbroich
- Liste von Sakralbauten in Meerbusch
- Liste von Sakralbauten in Neuss
- Liste von Sakralbauten in Rommerskirchen

Im Rahmen des Tags des offenen Denkmals sind oftmals viele Bauten auch von innen zu besichtigen.